# Nemastoma transsylvanicum
Espèce
Nemastoma transsylvanicum est une espèce d'opilions dyspnois de la famille des Nemastomatidae.

## Distribution
Cette espèce est endémique de Roumanie. Elle se rencontre vers Transylvanie.

## Description
Le mâle holotype mesure 1,65 mm, le mâle paratype 1,7 mm et la femelle paratype 1,9 mm.

## Systématique et taxinomie
Cette espèce a été décrite par Gruber et Martens en 1968.

## Étymologie
Son nom d'espèce lui a été donné en référence au lieu de sa découverte, la Transylvanie.

## Publication originale
- Gruber & Martens, 1968 : « Morphologie, Systematik und Ökologie der Gattung Nemastoma C. L. Koch (s. str.) (Opiliones, Nemastomatidae). » Senckenbergiana biologica, vol. 49, no 2, p. 137–172.